# Střelové z Rokyc
Střelové z Rokyc jsou starou českou vladyckou rodinou, která původně vzešla ve 13. století z Horního Slezska (Rokicie, část obce Raszowa, Okres Strzelce). Vlastnili Křivsoudov (1550–1622) a tvrz v Cerhenicích (1550–1689). Přes manželku Štěpána Střely z Rokyc je rod příbuzný s Vančury z Řehnic.

## Mikuláš Střela
V roce 1462 se Mikuláš Střela (Mikołaj Strzała) usadil na Moravě, r. 1464 přesídlil do Prahy. Král Jiří z Poděbrad jej najal do vojenské služby a učinil hejtmanem. V roce 1466 bojoval proti Plzni, roku 1469 v severních Čechách proti Lužičanům – s minstrberským knížetem Jindřichem I. Starším (synem Jiřího z Poděbrad) táhl k Budyni, pak k Žitavě a do Slezska. Od Frankenštejna se přes Kladsko vrátil s kořistí do Čech. Následně vyhnal obléhající Uhry z Uherského Hradiště. Sídlil na Konopišti; při další výpravě proti Uhrům r. 1470 byl u Uh. Hradiště zajat a několik let vězněn. V roce 1474 se vrátil do Čech a koupil Krucemburk.
Stejného jména byl i druhogenerační Mikuláš Střela z Lešnice a na Zděšovicích († 1541), a ze čtvrté generace Mikuláš Střela z Rokyc na Cerhenicích a na Štěpánově († 1592).

## Exil
Dne 31. července 1627 Ferdinand II. Štýrský svým mandátem nařídil, že nekatoličtí stavové musí opustit zemi nebo konvertovat ke katolictví. Jen v tomto roce se ze země vystěhovalo 185 šlechtických rodin. Exulanty přijímalo už od roku 1622 saské kurfiřtství. V roce 1641 byly v Žitavě v seznamu exulantů:
- Alžběta Střelová (Strzelin) z Rokyc, přísahu věrnosti zeměpánovi za ni v Pirně složil Albrecht Rabenhaupt.[5] Později žila v Drážďanech.
- Dorota Střelová (Strzelin) z Rokyc, přísahu věrnosti zeměpánovi za ni v Pirně složil Albrecht Rabenhaupt

## Erb
Nosili červený kůl ve stříbrném štítě erbu.